# Henrique Frade
Henrique Frade (ur. 3 sierpnia 1934 w Formidze, zm. 16 maja 2004 w Rio de Janeiro) – piłkarz brazylijski, występujący podczas kariery na pozycji napastnika.

## Kariera klubowa
Karierę piłkarską Henrique Frade zaczął w klubie CR Flamengo w 1954 roku. Z Flamengo trzykrotnie zdobył mistrzostwo stanu Rio de Janeiro – Campeonato Carioca w 1954, 1955 i 1963 oraz trzykrotnie wygrał Turniej Rio – São Paulo w 1955, 1961 i 1963 roku. W 1963 roku grał w Nacionalu Montevideo. Z Nacionalem zdobył mistrzostwo Urugwaju. W latach 1964–1965 i 1966 grał w Portuguesie São Paulo. W 1965 roku grał w Clube Atlético Mineiro. Karierę zakończył w klubie Formiga Esporte Clube w 1967 roku.

## Kariera reprezentacyjna
W reprezentacji Brazylii Henrique Frade zadebiutował 10 marca 1959 w meczu z reprezentacją Peru podczas Copa América 1959, na których Brazylia zajęła drugie miejsce. Na tym turnieju Henrique wystąpił w 2 meczach z Peru i Chile. Ostatni raz w reprezentacji wystąpił 29 czerwca 1961 w wygranym 3-2 towarzyskim meczu z reprezentacją Paragwaju, w którym w 72 min. strzelił bramkę.